# Адміністративний устрій Герцаївського району
Адміністративний поділ Герцаївського району — адміністративно-територіальний поділ Герцаївського району Чернівецької області України на 1 міську громаду, 1 сільську громаду та 7 сільських рад, які об'єднують 24 населені пункти та підпорядковані Герцаївській районній раді. Адміністративний центр — місто Герца.

## Список громадГерцаївського району
- Герцаївська міська громада
- Острицька сільська громада

## Список радГерцаївського району
| № | Назва                       | Центр          | Населені пункти                            | Площа км² | Населення (2001), чол. |
| - | --------------------------- | -------------- | ------------------------------------------ | --------- | ---------------------- |
| 1 | Байраківська сільська рада  | c. Байраки     | c. Байраки c. Підвальне                    |           |                        |
| 2 | Буківська сільська рада     | c. Буківка     | c. Буківка                                 |           |                        |
| 3 | Великобудська сільська рада | c. Велика Буда | c. Велика Буда c. Круп'янське c. Мала Буда |           |                        |
| 4 | Куликівська сільська рада   | c. Куликівка   | c. Куликівка                               |           |                        |
| 5 | Петрашівська сільська рада  | c. Петрашівка  | c. Петрашівка                              |           |                        |
| 6 | Тернавська сільська рада    | c. Тернавка    | c. Тернавка c. Дяківці                     |           |                        |
| 7 | Хряцьківська сільська рада  | c. Хряцька     | c. Хряцька                                 |           |                        |

* Примітки: м. — місто, с-ще — селище, смт — селище міського типу, с. — село